# Kegan Phang
Kegan Phang (* 23. Januar 2006 in Singapur), mit vollständigen Namen Kegan Phang Jun, ist ein singapurischer Fußballspieler.

## Karriere
Kegan Phang erlernte das Fußballspielen in der Schulmannschaft der Singapore Sports School. Am 1. Januar 2023 wechselte er in die Juniorenmannschaft des Erstligisten Tampines Rovers. Sein Erstligadebüt gab der Juniorenspieler am 14. Mai 2023 (11. Spieltag) im Heimspiel gegen Tanjong Pagar United. Bei dem 3:0-Heimsieg wurde er in der 90.+3 Minute für Irfan Najeeb eingewechselt. Eine Minute später schoss er sein erstes Erstligator. Mit einem Rechtsschuss traf er zum 3:0-Endstand.